# Никольский (Подпорожский район)
Нико́льский — городской посёлок в Подпорожском районе Ленинградской области, административный центр Никольского городского поселения.

## История
Деревня Немецкая упоминается на карте «План судоходной реки Свири к Путешествию Н. Я. Озерецковского», составленной в 1785 году. 
Первые документальные свидетельства о жителях казённой деревни Немецкая датируются 1795 годом.
Согласно ревизской сказке Олонецкого уезда Важинской волости, по 6-й ревизии, датируемой 20 сентября 1811 года, в деревне насчитывалось 7 ревизских душ мужского пола.
Согласно «Списоку населенных мест Российской Империи. Т. XXVII. Олонецкая губерния» 1879 года деревня насчитывала 5 дворов, где проживали 25 мужчин и 14 женщин.
В 1897 году в деревне Немецкая Важинского сельского общества насчитывалось 6 дворов, где проживали 32 мужчины и 29 женщин.
Согласно «Списку населённых мест Олонецкой губернии по сведениям за 1905 год» в деревне Немецкая было 9 домов, где проживали 10 семей, в том числе 26 мужчин и 32 женщин, всего — 58 человек. В деревне была своя школа, число детей школьного возраста: 1 мальчик и 3 девочки. Скота насчитывалось: «8 лошадей, 18 коров, 12 прочего».
В 1913 году деревня была переименована в Никольское. Существуют две версии о причине переименования: первая — переименование связано с именем последнего русского царя Николая II и празднованием 300-летнего юбилея дома Романовых; вторая — связывает переименование с часовней Николая Святителя Мирликийского, существовавшей в деревне до 1939 года.  
С 1917 по 1920 год деревня Никольское входила в состав Важинской волости Олонецкого уезда Олонецкой губернии.
По состоянию на 1918 год в деревне Никольское Важинского сельского общества насчитывалось 13 домохозяйств с общим количеством 60 едоков.
С 1920 года в составе Лодейнопольского уезда.
С 1923 года в составе Погринского сельсовета Подпорожской волости.
С 1927 года в составе Подпорожского района.
С 1928 года в составе Подпорожского сельсовета.
Согласно карте Ленинградской области Северо-западного аэрогеодезического треста ГГУ издания 1932 года деревня Никольское насчитывала 5 крестьянских дворов. В деревне находилась часовня.
По административным данным 1933 года деревня Никольское входила в состав Подпорожского сельсовета Подпорожского района Ленинградской области.

Деревня Никольское на карте 1943 года

Согласно топографической карте РККА юга Карелии издания 1943 года деревня Никольское насчитывала 22 крестьянских двора, в деревне находилась каменоломня.
С сентября 1941 по август 1944 деревня была оккупирована финскими войсками.
Указом Президиума Верховного Совета РСФСР от 14 июня 1949 года № 732/29 населённый пункт Никольское Подпорожского района Ленинградской области был отнесён к категории рабочих посёлков. Первым председателем Никольского поссовета стала Мария Григорьевна Робачева.
С 1963 года в подчинении Подпорожского горсовета.
С 1965 года вновь в составе Никольского поссовета.
По данным 1973 года в административном подчинении Никольского поселкового совета находились: деревня Кезоручей и посёлок Свирский.
В середине 1980-х годов произошёл следующий толчок в развитии посёлка, который был связан со строительством Подпорожского порта.
По данным 1990 года в административном подчинении Никольского поселкового совета находились: деревня Кезоручей и посёлок при станции Свирь.

## География
Посёлок расположен северо-западной части района на автодороге 41К-255 (подъезд к пос. Никольский).
К северу от посёлка находится крупная железнодорожная станция Свирь.
Посёлок находится на правом берегу реки Свирь, на полуострове, образованном крутой излучиной. К северо-западу от посёлка находятся Подпорожский порт.

## Население
| 1959  | 1970  | 1979  | 1989  | 1997  | 2002  | 2006  |
| ----- | ----- | ----- | ----- | ----- | ----- | ----- |
| 2345  | ↘1719 | ↗1751 | ↗2953 | ↗3100 | ↘2931 | ↘2800 |
| 2009  | 2010  | 2012  | 2013  | 2014  | 2015  | 2016  |
| ↗2824 | ↗2989 | ↘2969 | ↘2956 | ↘2894 | ↘2839 | ↘2816 |
| 2017  | 2018  | 2019  | 2020  | 2021  | 2023  | 2024  |
| ↘2812 | ↘2783 | ↘2778 | ↘2735 | ↘2505 | ↘2456 | ↘2424 |
| 2025  |       |       |       |       |       |       |
| ↘2400 |       |       |       |       |       |       |

### Национальный состав
Согласно данным Всероссийской переписи населения 2021 года в посёлке проживали 2505 человек, из них:
 русские — 2284, украинцы — 29, белорусы — 24, чеченцы — 12, татары — 10, казахи — 9, таджики — 6, армяне — 4, карелы — 4, киргизы — 4, молдаване — 4, вепсы — 3, немцы — 3, узбеки — 3, эстонцы — 2, азербайджанцы — 1, гагаузы — 1, евреи — 1, корейцы — 1, литовцы — 1, поляки — 1, удмурты — 1, чуваши — 1, другие национальности — 26 человек, остальные национальность не указали.

## Экономика
В посёлке расположена Свирская судостроительная верфь, предприятия лесной промышленности. К северо-западу от посёлка, на берегу реки Свирь находится Подпорожский порт — один из крупнейших речных портов на северо-западе России. К северу от посёлка находится крупная железнодорожная станция Свирь с локомотивным депо (ПТОЛ) и другими службами.

### Транспорт
Развито регулярное автобусное сообщение с районным центром — городом Подпорожье и посёлком Важины. Несколько раз в день совершают рейсы автобусы по маршруту № 114 (Подпорожье — Никольский (с заездом на станцию Свирь)) и № 113Н (Подпорожье — Никольский — станция Свирь — Важины).

### Связь
Компания «Ростелеком» обеспечивает население услугами местной и междугородной (международной) проводной телефонной связи. В посёлке Никольский применяется пятизначный телефонный номер, который имеет вид: «73-* * *».
Свои коммуникационные услуги для населения предоставляют операторы мобильной связи: МегаФон, Билайн, МТС, Tele 2.

## Инфраструктура
В посёлке действуют: Никольская средняя общеобразовательная школа № 9, детский сад № 17, отделение Сбербанка, Дом культуры, амбулатория, почтамт, стадион, православный храм.

## Средства массовой информации
- Телевидение: ретранслируется первый (на 41-м канале) и второй (на 47-м канале) мультиплексы цифрового эфирного телевидения России в стандарте DVB-T2. Компания «Свирь-Телеком» предоставляет доступ к кабельному телевидению, транслируя около 50 каналов.
- Радиовещание: в FM диапазоне работает «Дорожное радио» (102,9 МГц FM); в УКВ диапазоне — «Радио России».
- Интернет: Компания «Свирь-Телеком» предоставляет населению высокоскоростной доступ к сети Интернет.

## Достопримечательности
- В посёлке установлен памятник и названа улица в честь партизанки — Героя Советского Союза Лисицыной Анны Михайловны. В августе 1942 года, при возвращении домой с задания, она утонула при переправе через реку Свирь, не подняв шума и не обнаружив себя, тем самым предоставив возможность своей боевой напарнице Марии Мелентьевой благополучно передать командованию Карельского фронта добытые важные разведданные. Награждена орденом Ленина, орденом Красной Звезды.
- Часовня Казанской иконы Божией Матери, 1995 года постройки, деревянная, действующая[32].

## Фото

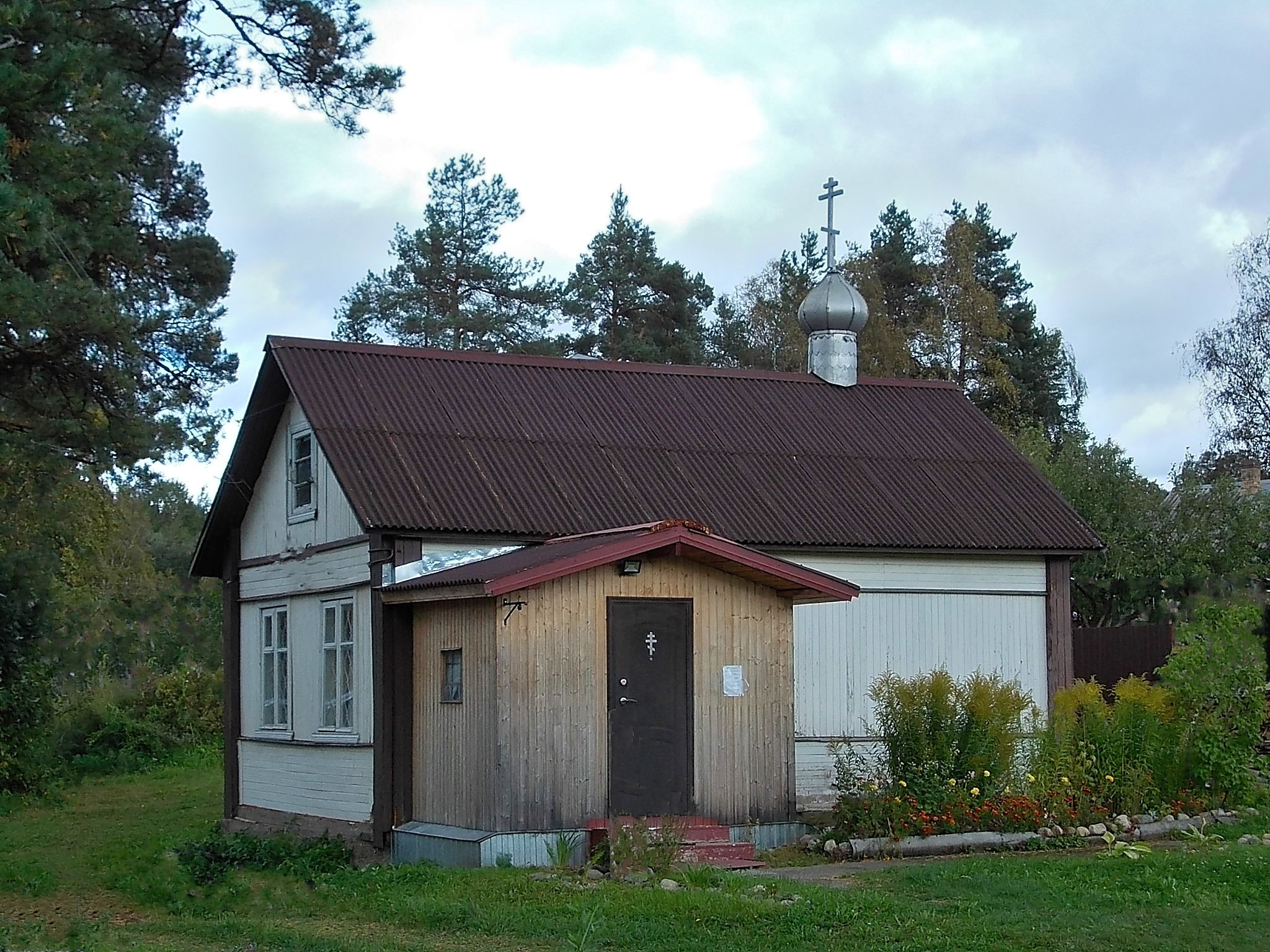
Часовня Казанской Иконы Божьей Матери
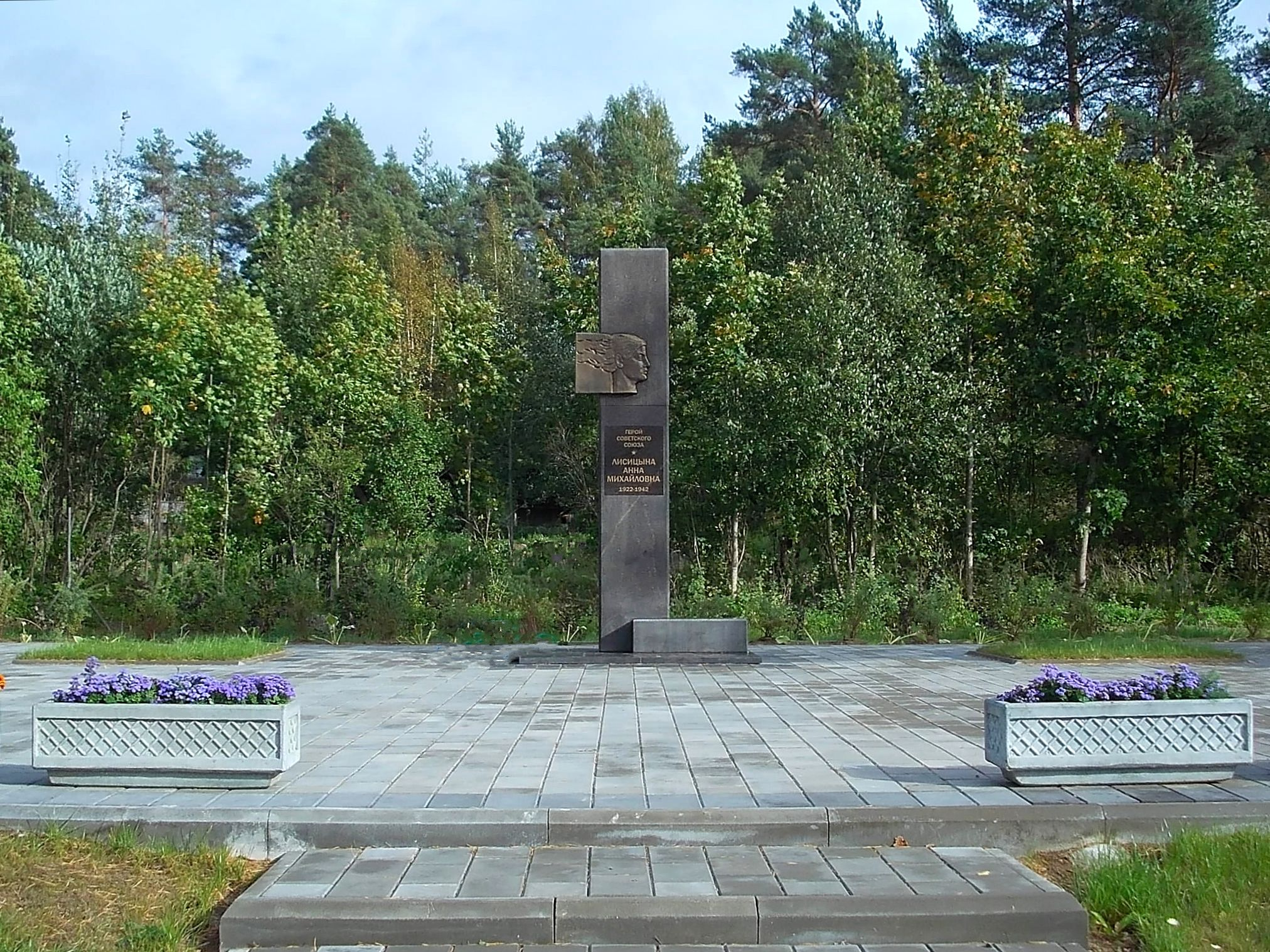
Памятник партизанке А. М. Лисициной
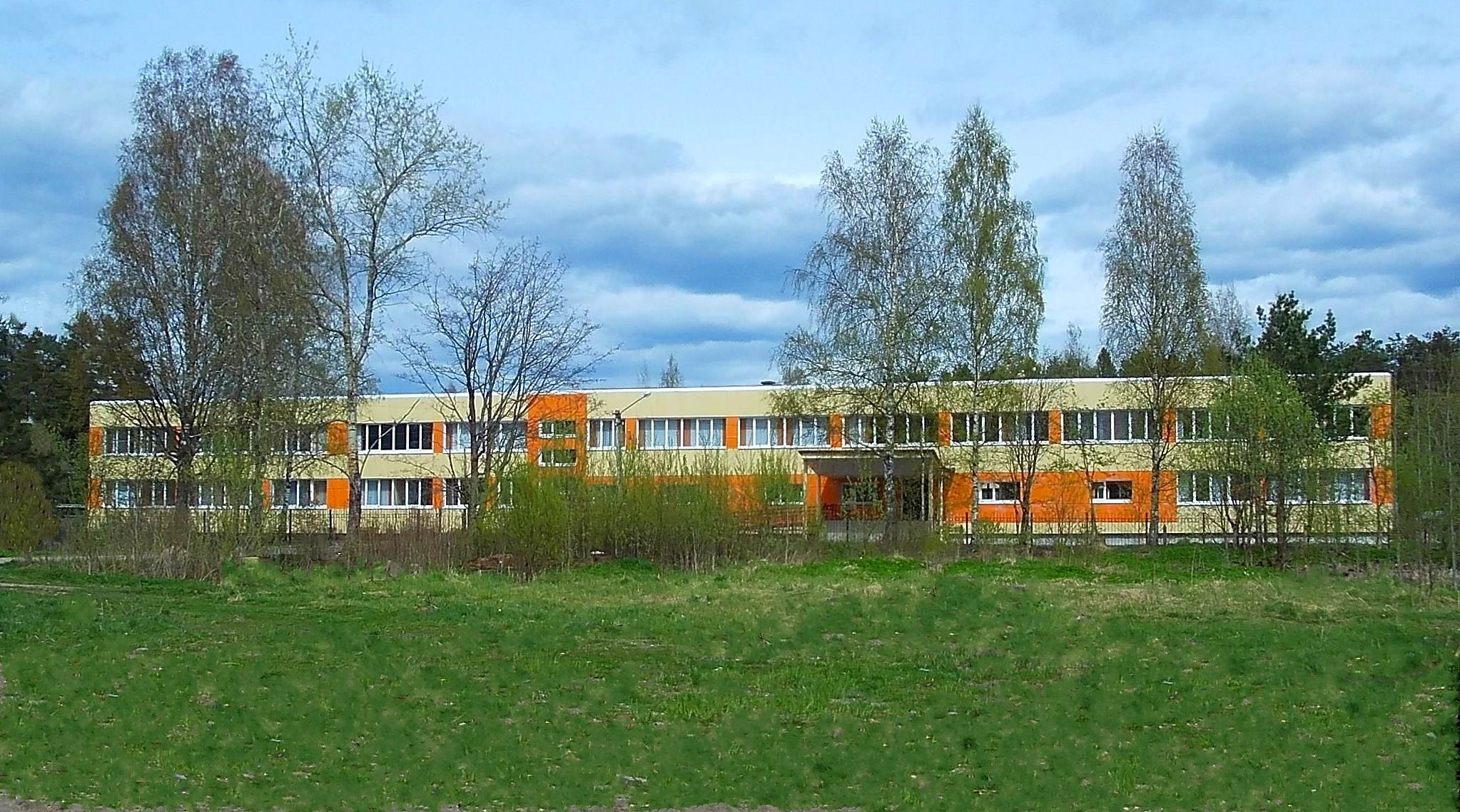
Никольская средняя школа
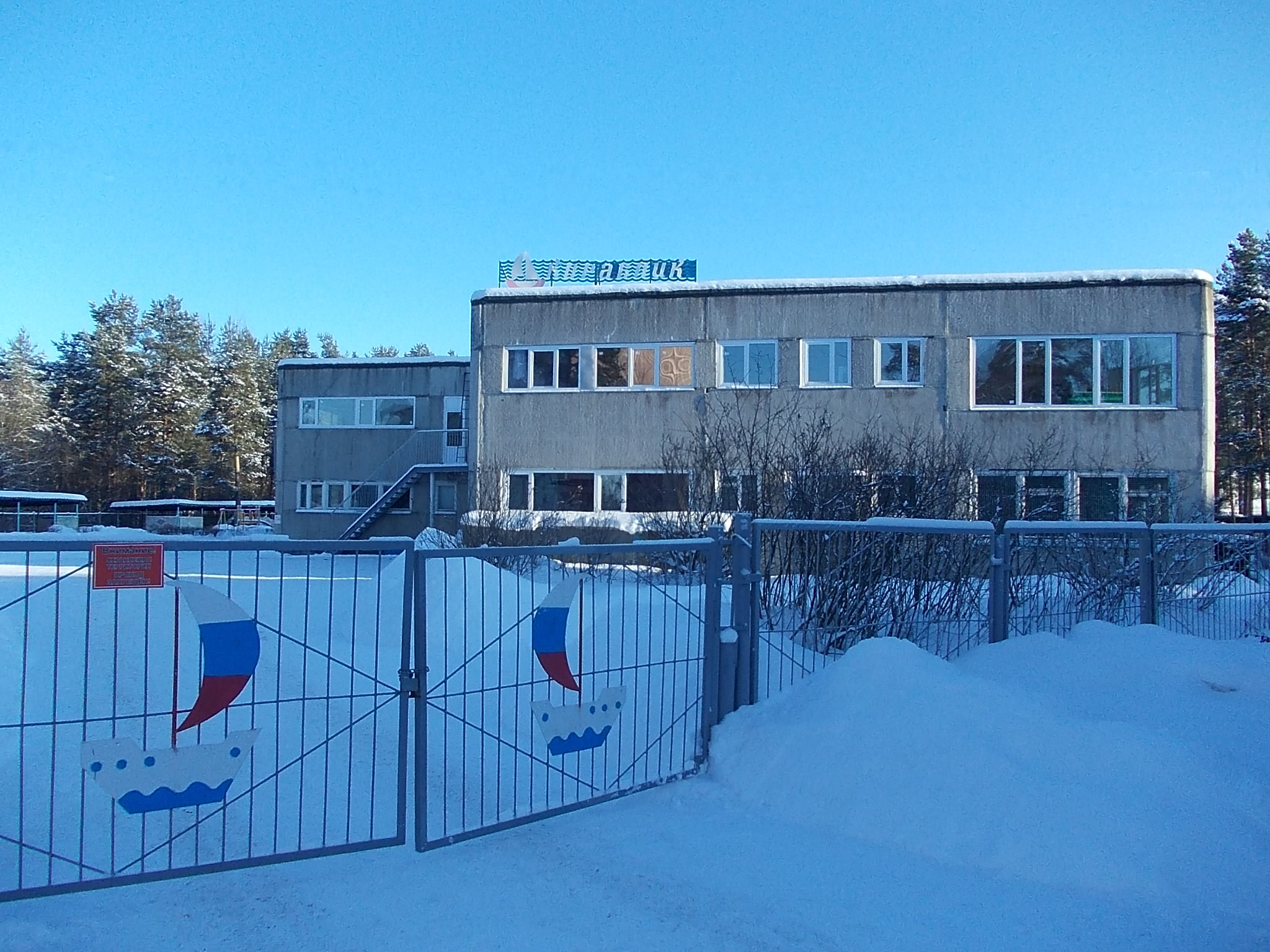
Детский сад № 17 «Кораблик»
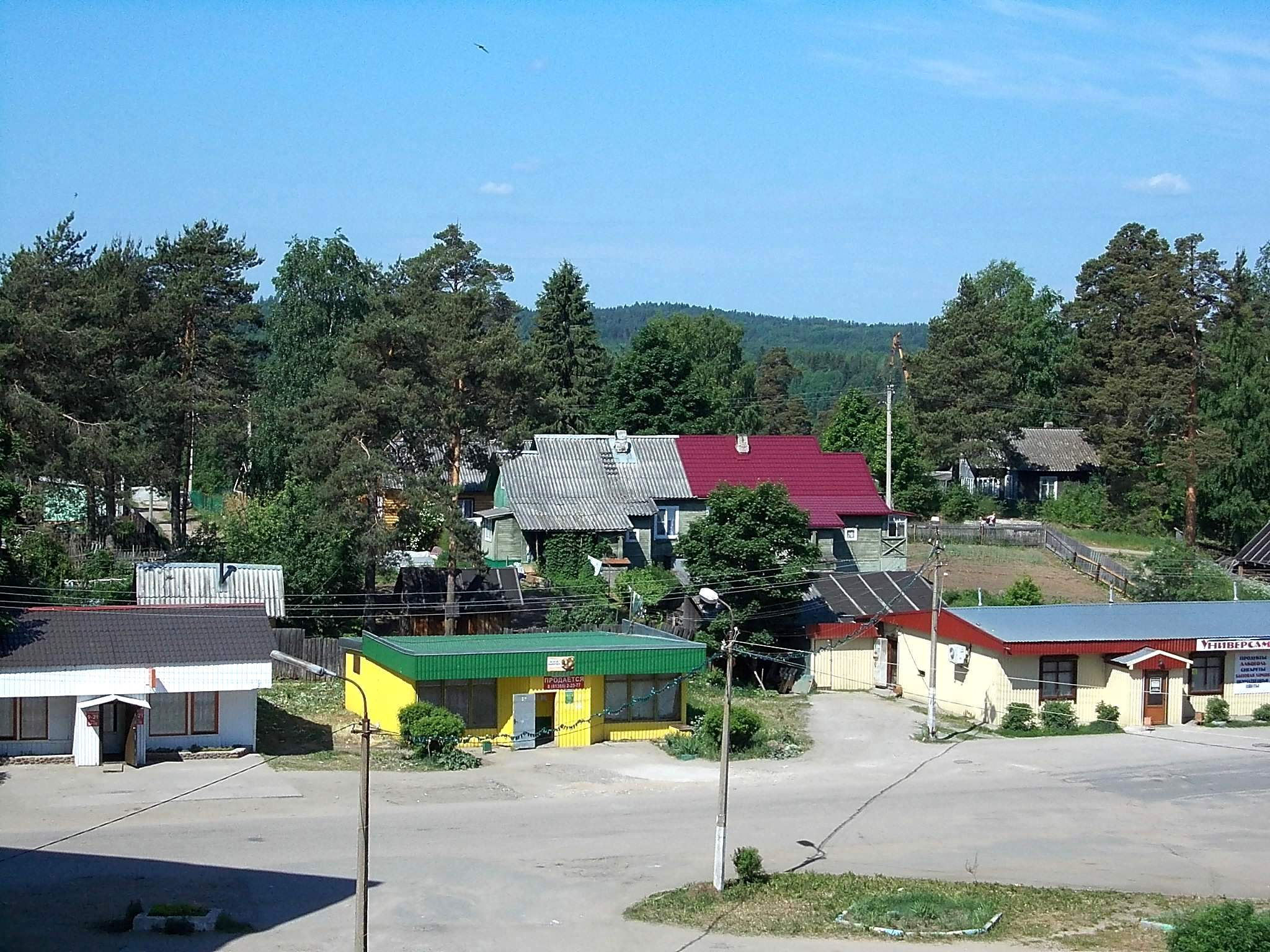
Центральная часть посёлка
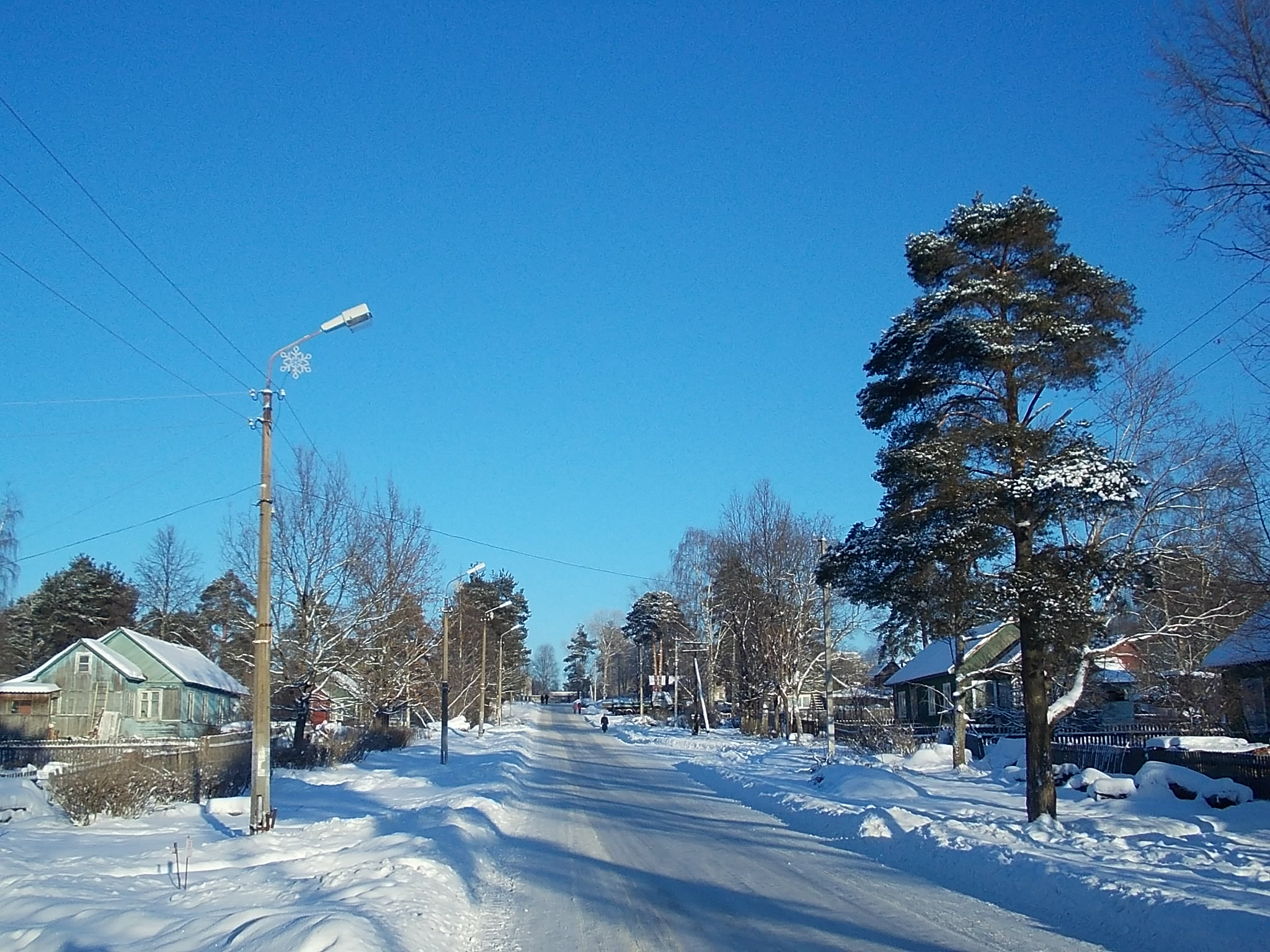
Проспект Речного Флота
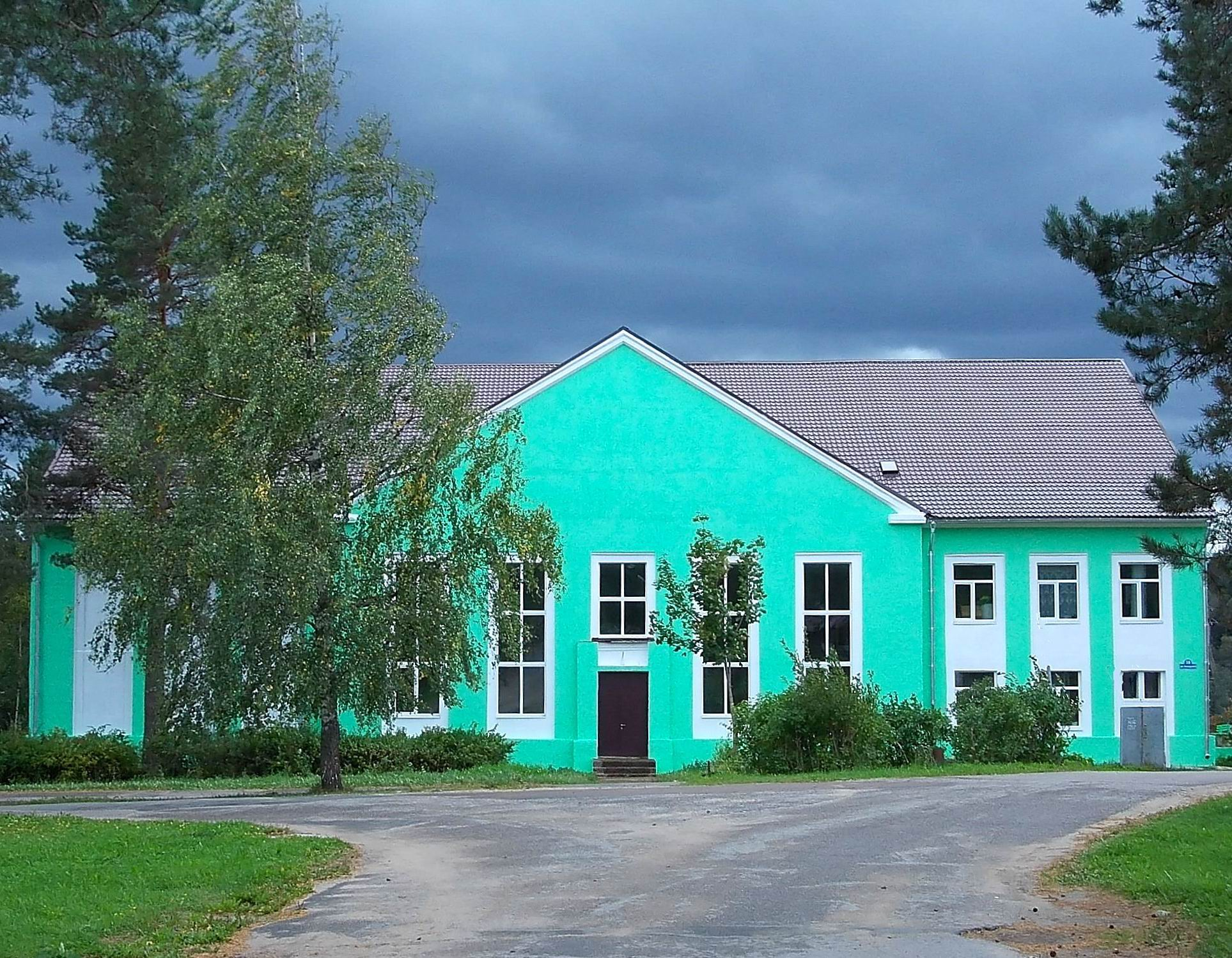
Никольский Дом культуры

## Панорамы

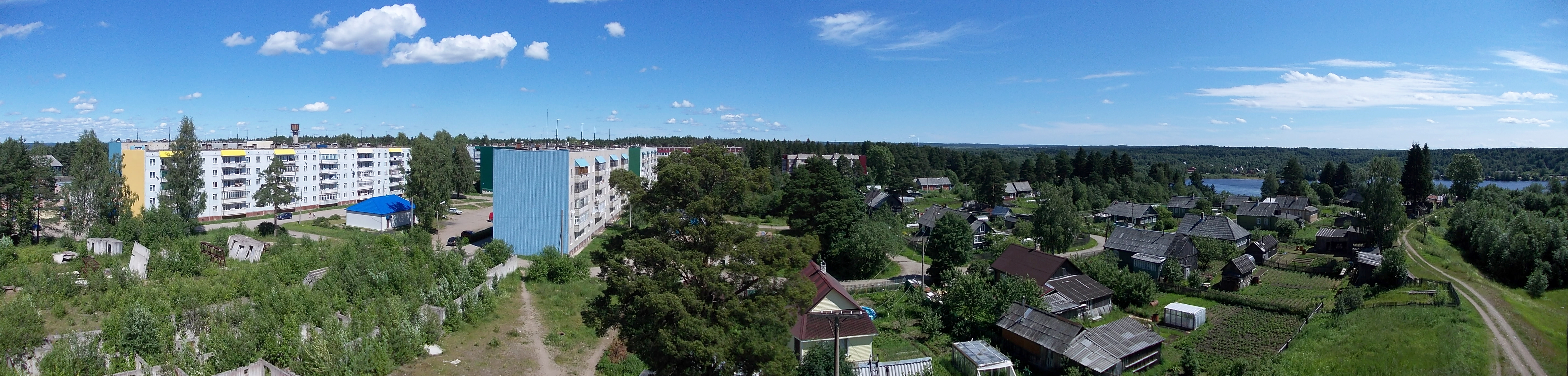
Панорама посёлка Никольский
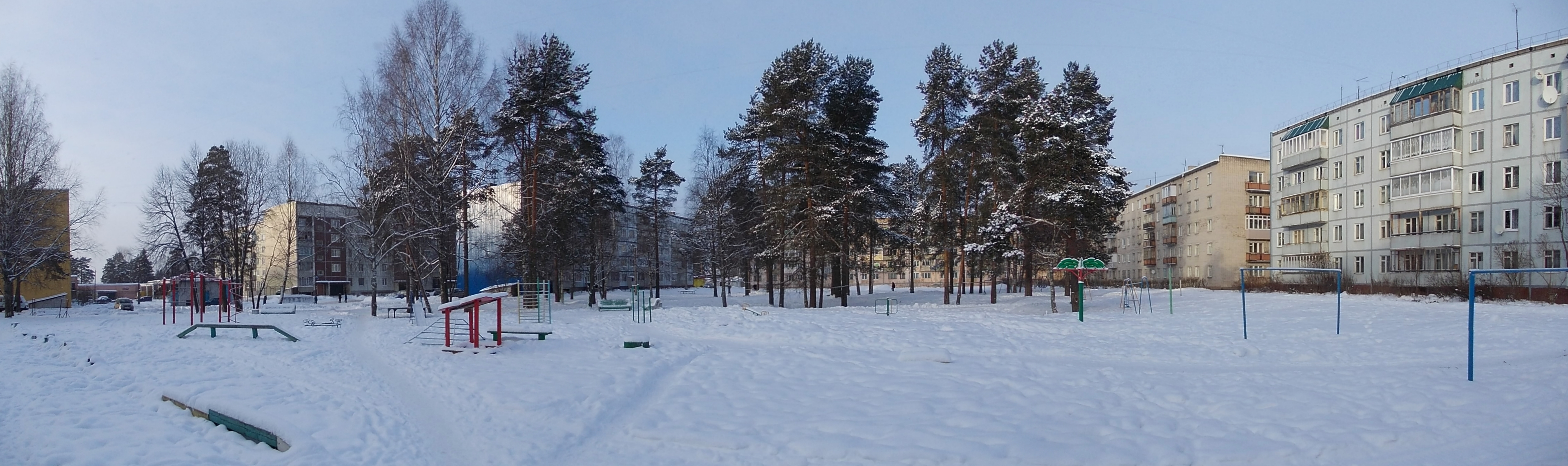
Панорама двора в центральной части посёлка